# واندویس
واندویس (به ایتالیایی: Vandoies) یک کومونه در ایتالیا است که در تیرول جنوبی واقع شده‌است. واندویس ۱۱۰٫۶ کیلومتر مربع مساحت و ۳٬۲۶۴ نفر جمعیت دارد.